# (36464) 2000 QT14
2000 QT14 (asteroide 36464) é um asteroide da cintura principal. Possui uma excentricidade de 0.09244680 e uma inclinação de 5.14235º.
Este asteroide foi descoberto no dia 24 de agosto de 2000 por LINEAR em Socorro.